# 양주목사 선정비
양주목사 선정비는 서울특별시 도봉구 쌍문동에 있는 조선시대의 선정비이다. 2017년 12월 21일 서울 도봉구의 향토문화재 제3호로 지정되었다.

## 지정 사유
조선시대 양주지역(도봉구, 노원구, 강북구, 양주시 등)에서 선정을 베풀었던 지방관의 공덕을 기리기 위해 백성들이 세운 비라는 점에서 의미가 있다. 쌍문동에 위치하고 있는 선정비 4기는 조선 영조 때부터 고종 때까지 건립되었는데 이 중 1903년(고종 40)에 세워진 홍태윤의
비는 목사가 아닌 군수로 표시되어 있어 20세기를 전후하여 양주가 행정적으로 재편되었음을 알 수 있는 자료가 된다.
그 옛날 양주지역의 일부였던 도봉구에 그 당시 세운 지방관의 선정비가 있다는 점에서 의미가 있어 도봉구 향토문화재로 지정한다.

## 지정 내역
| 번호 | 명칭            | 재료 | 구조·형식·형태 | 규격                                                                            | 수량 | 기타특징            |
| ---- | --------------- | ---- | -------------- | ------------------------------------------------------------------------------- | ---- | ------------------- |
| 3호  | 양주목사 선정비 | 4기  | 4기            | 4기                                                                             | 4기  | 4기                 |
| -1)  | 이여적 비       |      |                | 비신: 가로 56.8cm, 높이 131cm, 두께 9.5cm 비대: 가로 83cm, 세로 57cm, 높이 30cm | 1기  | - 제작연대 : 1735년 |
| -2)  | 임한수 비       |      |                | 비신: 가로 60cm, 높이 147cm, 두께 16.4cm 비대: 가로 105cm, 세로 61cm, 높이 30cm | 1기  | - 제작연대 : 19세기 |
| -3)  | 이봉의 비       |      |                | 비신: 가로 49.5cm, 높이 118cm, 두께 7.5cm 비대: 가로 78cm, 세로 51cm, 높이 30cm | 1기  | - 제작연대 : 19세기 |
| -4)  | 홍태윤 비       |      |                | 비신: 가로 43cm, 높이 98cm, 두께 6.8cm 비대: 가로 78cm, 세로 51cm, 높이 30cm    | 1기  | - 제작연대 : 1903년 |